# کیشلود
کیشلود (به مجاری:  Kislőd) یک شهرداری در مجارستان است که در ناحیه آیکا واقع شده‌است. کیشلود ۳۸٫۱۸ کیلومتر مربع مساحت و ۱٬۳۱۹ نفر جمعیت دارد.